# Geiselbach
Geiselbach est une commune allemande de Bavière située dans l'arrondissement d'Aschaffenbourg et le district de Basse-Franconie.

## Géographie

Situation de Geiselbach (en rouge) dans l'arrondissement d'Aschaffenbourg

Geiselbach est située dans le nord de l'arrondissement, à la limite avec le land de Hesse (arrondissement de Main-Kinzig), dans le massif du Spessart, à 20 km au nord d'Aschaffenbourg, le chef-lieu de l'arrondissement. Son point culminant est le Ziegelberg avec une altitude de 381 m.
La commune est composée de deux villages (population au 3 janvier 2011) :
- Geiselbach (1 612)
- Omersbach (695).

Communes limitrophes (en commençant par le nord et dans le sens des aiguilles d'une montre) : Freigericht, Westerngrund, Schöllkrippen, Krombach et Mömbris.

## Histoire
La première mention écrite de Geiselbach date de 1269 dans le contrat de vente du village à l’abbaye de Seligenstadt par l’Archevêque de Mayence. Le village a appartenu à l’abbaye de Seligenstadt jusqu’à la sécularisation de cette dernière en 1803. Il est alors incorporé au landgraviat de Hesse-Darmstadt avant d'être intégré au royaume de Bavière en 1811.
Il rejoint alors l’arrondissement d’Alzenau jusqu’à sa disparition en 1972. À cette date, la commune d'Omersbach est incorporée à celle de Geiselbach.

## Démographie
Population de la commune de Geiselbach dans ses limites actuelles :
| 1871 | 1900 | 1910  | 1925  | 1933  | 1939  | 1950  | 1961  | 1970  |
| ---- | ---- | ----- | ----- | ----- | ----- | ----- | ----- | ----- |
| 918  | 925  | 1 031 | 1 167 | 1 196 | 1 235 | 1 399 | 1 336 | 1 416 |

| 1987  | 2001  | 2011  | - | - | - | - | - | - |
| ----- | ----- | ----- | - | - | - | - | - | - |
| 2 110 | 2 260 | 2 307 | - | - | - | - | - | - |

## Personnalités liées à la ville
- Moritz von Horstig (1851-1942), architecte né à Geiselbach.

## Jumelage
La commune de Geiselbach est jumelée avec :
- Bavent (France) depuis 1988, dans le département du Calvados en Basse-Normandie.